# Jean Jacques Augustin Rey de Saint-Géry
Jean Jacques Augustin Rey de Saint-Géry est un homme politique français né le 29 août 1771 à Toulouse (Haute-Garonne) et décédé le 13 septembre 1847 à Rabastens (Tarn).
Fils d'un conseiller au Parlement de Toulouse, il émigre en 1792 et rentre en France sous le Directoire. Conseiller général et maire de Castres sous le Premier Empire, il est nommé conseiller d’État. Il est député du Tarn de 1815 à 1816, de 1820 à 1827 et en 1830, siégeant avec les ultra-royalistes.

## Sources
- « Jean Jacques Augustin Rey de Saint-Géry », dans Adolphe Robert et Gaston Cougny, Dictionnaire des parlementaires français, Edgar Bourloton, 1889-1891 [détail de l’édition]